# Houboulang Mendes
Houboulang Mendes (* 4. Mai 1998 in Courcouronnes) ist ein guinea-bissauisch-französischer Fußballspieler.

## Karriere
Mendes begann seine fußballerische Karriere bei den beiden Amateurvereinen ES Viry Châtillon und Juvisy-sur-Orge AF. Im Sommer 2013 wechselte er in die Jugend von Stade Laval. Von 2015 bis 2017 spielte er dort nebenbei auch im Zweitteam in der National 3. Am 19. Mai 2017 (38. Spieltag) gab er sein Profidebüt, als er bei einer 1:2-Niederlage gegen Olympique Nîmes, nach dem feststehenden Abstieg seines Teams, kurz vor Schluss ins Spiel kam. Dies war jedoch sein einziger Saisoneinsatz für die Profimannschaft. In der Spielzeit 2017/18 spielte er daraufhin 27 Mal in der dritten Liga und wurde so zum Stammspieler bei Laval.
Im Juli 2018 wechselte er zurück in die Ligue 2 zum FC Lorient, wo er einen Vier-Jahres-Vertrag unterzeichnete. Bis zu einer Verletzung am Kreuzband war er absolut gesetzt und spielte 21 von 23 Ligaspielen immer in der Startelf. Nach seiner Genesung kam er bis zum Ligaabbruch der Saison 2019/20 zu drei Einsätzen und trug somit noch zum Aufstieg seines Teams in die Ligue 1 bei. Sein Ligue-1-Debüt gab er direkt am ersten Spieltag in der Startelf bei einem 3:1-Sieg über Racing Straßburg. In seiner ersten Spielzeit in der höchsten französischen Spielklasse kam er jedoch nur zu 17 Einsätzen. 2021/22 war er jedoch wieder gesetzt und kam in der Liga 36 Mal zum Einsatz. Trotzdem wurde sein Vertrag nicht verlängert – er verließ Lorient im Sommer 2022 und wechselte zu UD Almería.

## Herkunft
Mendes ist in Frankreich greboren und hat Wurzeln in Guinea-Bissau und Senegal.

## Erfolge
FC Lorient
- Meister der Ligue 2 und Aufstieg in die Ligue 1: 2020